# 투언득
투언득(베트남어: Thuận Đức / 順德 순덕, 1638년 1월 ~ 1661년 5월)은 베트남 막 왕조의 군주 막낀호안(莫敬完) 또는 막낀지에우(莫敬耀)의 연호이다.

## 연대 대조표
| 투언득 | 서기 (西紀) | 간지 (干支) | 후 레 왕조 연호                | 명나라 연호 남명 연호           | 청나라 연호     |
| 원년   | 1638년      | 무인 (戊寅) | 즈엉호아(陽和) 4년             | 숭정(崇禎) 11년                 | 숭덕(崇德) 3년  |
| 2년    | 1639년      | 기묘 (己卯) | 즈엉호아 5년                   | 숭정 12년                       | 숭덕 4년        |
| 3년    | 1640년      | 경진 (庚辰) | 즈엉호아 6년                   | 숭정 13년                       | 숭덕 5년        |
| 4년    | 1641년      | 신사 (辛巳) | 즈엉호아 7년                   | 숭정 14년                       | 숭덕 6년        |
| 5년    | 1642년      | 임오 (壬午) | 즈엉호아 8년                   | 숭정 15년                       | 숭덕 7년        |
| 6년    | 1643년      | 계미 (癸未) | 즈엉호아 9년 푹타이(福泰) 원년 | 숭정 16년                       | 숭덕 8년        |
| 7년    | 1644년      | 갑신 (甲申) | 푹타이 2년                     | 숭정 17년                       | 순치(順治) 원년 |
| 8년    | 1645년      | 을유 (乙酉) | 푹타이 3년                     | 홍광(弘光) 원년 융무(隆武) 원년 | 순치 2년        |
| 9년    | 1646년      | 병술 (丙戌) | 푹타이 4년                     | 융무 2년                        | 순치 3년        |
| 10년   | 1647년      | 정해 (丁亥) | 푹타이 5년                     | 영력(永曆) 원년                 | 순치 4년        |
| 투언득 | 서기 (西紀) | 간지 (干支) | 후 레 왕조 연호                | 남명 연호                       | 청나라 연호     |
| 11년   | 1648년      | 무자 (戊子) | 푹타이(福泰) 6년               | 영력(永曆) 2년                  | 순치(順治) 5년  |
| 12년   | 1649년      | 기축 (己丑) | 푹타이 7년 카인득(慶德) 원년   | 영력 3년                        | 순치 6년        |
| 13년   | 1650년      | 경인 (庚寅) | 카인득 2년                     | 영력 4년                        | 순치 7년        |
| 14년   | 1651년      | 신묘 (辛卯) | 카인득 3년                     | 영력 5년                        | 순치 8년        |
| 15년   | 1652년      | 임진 (壬辰) | 카인득 4년                     | 영력 6년                        | 순치 9년        |
| 16년   | 1653년      | 계사 (癸巳) | 카인득 5년 틴득(盛德) 원년     | 영력 7년                        | 순치 10년       |
| 17년   | 1654년      | 갑오 (甲午) | 틴득 2년                       | 영력 8년                        | 순치 11년       |
| 18년   | 1655년      | 을미 (乙未) | 틴득 3년                       | 영력 9년                        | 순치 12년       |
| 19년   | 1656년      | 병신 (丙申) | 틴득 4년                       | 영력 10년                       | 순치 13년       |
| 20년   | 1657년      | 정유 (丁酉) | 틴득 5년                       | 영력 11년                       | 순치 14년       |
| 투언득 | 서기 (西紀) | 간지 (干支) | 후 레 왕조 연호                | 남명 연호                       | 청나라 연호     |
| 21년   | 1658년      | 무술 (戊戌) | 틴득 6년 빈토(永壽) 원년       | 영력(永曆) 12년                 | 순치(順治) 15년 |
| 22년   | 1659년      | 기해 (己亥) | 빈토 2년                       | 영력 13년                       | 순치 16년       |
| 23년   | 1660년      | 경자 (庚子) | 빈토 3년                       | 영력 14년                       | 순치 17년       |
| 24년   | 1661년      | 신축 (辛丑) | 빈토 4년                       | 영력 15년                       | 순치 18년       |

## 동시대 연호

### 베트남
후 레 왕조(後黎朝)
- 즈엉호아(陽和) (1635년 ~ 1643년)
- 푹타이(福泰) (1643년 ~ 1649년)
- 카인득(慶德) (1649년 ~ 1653년)
- 틴득(盛德) (1653년 ~ 1658년)
- 빈토(永壽) (1658년 ~ 1662년)

### 중국
명(明)
- 숭정(崇禎) (1628년 ~ 1644년)

남명(南明)
- 의흥(義興) (1644년)
- 홍광(弘光) (1645년)
- 융무(隆武) (1645년 ~ 1646년)
- 감국로(監國魯) (1645년 ~ 1653년)
- 정무(定武) (1646년 ~ 1663년)
- 영력(永曆) (1647년 ~ 1661년)
- 동무(東武) (1648년)

청(淸)
- 숭덕(崇德) (1636년 ~ 1643년)
- 순치(順治) (1644년 ~ 1661년)

대순(大順)
- 영창(永昌) (1644년 ~ 1645년)

대서(大西)
- 대순(大順) (1644년 ~ 1646년)

기타
- 유수분(劉守分) 천정(天定) (1644년)
- 진상행(秦尚行) 중흥(重興) (1644년)
- 호수룡(胡守龍) 청광(清光) (1645년)
- 장이순(蔣爾恂) 중흥(中興) (1647년)
- 장근당(張近堂) 천정(天正) (1648년)
- 소유당(蕭惟堂) 천순(天順) (1661년)

### 일본
- 간에이(寬永) (1624년 ~ 1644년)
- 쇼호(正保) (1644년 ~ 1648년)
- 게이안(慶安) (1648년 ~ 1652년)
- 조오(承應) (1652년 ~ 1655년)
- 메이레키(明曆) (1655년 ~ 1658년)
- 만지(萬治) (1658년 ~ 1661년)
- 간분(寬文) (1661년 ~ 1673년)

## 같이 보기
- 다른 왕조의 같은 연호
  - 대리국(大理國) 순덕(順德, 968년)

- 베트남의 연호

| 이전 롱타이(隆泰) 《후 레 왕조 즈엉호아(陽和)》 | 막 왕조의 연호 1638년 ~ 1661년 | 다음 빈쓰엉(永昌) |